# William Grove (MP)
William Grove (1532/33 - 1582), de Shaftesbury, Dorset e Donhead St. Andrew, Wiltshire, foi um membro do Parlamento inglês e advogado.
Ele era filho de Robert Grove. Ele foi educado no colégio de Winchester e no New College, Oxford e foi admitido no Gray's Inn em 1557.
Grove comprou propriedades em Donhead St Andrew e Sedgehill, ambas em Wiltshire, em 1563 e 1573, respectivamente.
Ele foi um parlamentar (MP) do Parlamento da Inglaterra por Shaftesbury em 1558.